# Copa do Mundo FIFA Sub-20 de 2011
A Copa do Mundo FIFA Sub-20 de 2011 foi a décima oitava edição da competição de futebol para jogadores de até 20 anos de idade organizado pela Federação Internacional de Futebol (FIFA). O torneio foi disputado na Colômbia entre 29 de julho a 20 de agosto com 24 equipes.
Esta foi a terceira edição em solo sul-americano, a primeira foi no Chile em 1987, e a segunda foi na Argentina em 2001.
A seleção brasileira novamente chegou até a final, dessa vez contra Portugal, mas conquistou o quinto título na categoria após vitória por 3–2 na final, onde a definição aconteceu apenas na prorrogação.

## Qualificação
Vinte e três seleções qualificadas participaram do torneio. A Colômbia classificou-se automaticamente por ser o país-sede.
| Confederação                                  | Torneio qualificatório                  | Classificado(s)                                        |
| --------------------------------------------- | --------------------------------------- | ------------------------------------------------------ |
| AFC (Ásia)                                    | Campeonato Asiático Sub-19 de 2010      | Coreia do Norte Austrália Coreia do Sul Arábia Saudita |
| CAF (África)                                  | Campeonato Juvenil Africano de 2011     | Nigéria Camarões Egito Mali                            |
| CONCACAF (América do Norte, Central e Caribe) | Campeonato Sub-20 da CONCACAF de 2011   | México Costa Rica Guatemala Panamá                     |
| CONMEBOL (América do Sul)                     | Campeonato Sul-Americano Sub-20 de 2011 | Brasil Uruguai Argentina Equador                       |
| OFC (Oceania)                                 | Campeonato Sub-20 da OFC de 2011        | Nova Zelândia                                          |
| UEFA (Europa)                                 | Campeonato Europeu Sub-19 de 2010       | França Espanha Croácia Inglaterra Portugal Áustria     |
| Anfitrião                                     | Anfitrião                               | Colômbia                                               |

## Sedes
As cidades designadas para receber as partidas do campeonato foram anunciadas pelo comitê organizador em 29 de setembro de 2010. As cidades-sedes foram:
| Barranquilla             | Bogotá                                                                | Medellín                                                              |
| ------------------------ | --------------------------------------------------------------------- | --------------------------------------------------------------------- |
| Estádio Metropolitano    | Estádio El Campín                                                     | Estádio Atanasio Girardot                                             |
| Capacidade: 44 569       | Capacidade: 36 343                                                    | Capacidade: 40 943                                                    |
|                          |                                                                       |                                                                       |
| Cáli                     | Armênia Barranquilla Bogotá Cáli Cartagena Manizales Medellín Pereira | Armênia Barranquilla Bogotá Cáli Cartagena Manizales Medellín Pereira |
| Estádio Pascual Guerrero | Armênia Barranquilla Bogotá Cáli Cartagena Manizales Medellín Pereira | Armênia Barranquilla Bogotá Cáli Cartagena Manizales Medellín Pereira |
| Capacidade: 33 130       | Armênia Barranquilla Bogotá Cáli Cartagena Manizales Medellín Pereira | Armênia Barranquilla Bogotá Cáli Cartagena Manizales Medellín Pereira |
|                          | Armênia Barranquilla Bogotá Cáli Cartagena Manizales Medellín Pereira | Armênia Barranquilla Bogotá Cáli Cartagena Manizales Medellín Pereira |
| Manizales                | Armênia Barranquilla Bogotá Cáli Cartagena Manizales Medellín Pereira | Armênia Barranquilla Bogotá Cáli Cartagena Manizales Medellín Pereira |
| Estádio Palogrande       | Armênia Barranquilla Bogotá Cáli Cartagena Manizales Medellín Pereira | Armênia Barranquilla Bogotá Cáli Cartagena Manizales Medellín Pereira |
| Capacidade: 28 678       | Armênia Barranquilla Bogotá Cáli Cartagena Manizales Medellín Pereira | Armênia Barranquilla Bogotá Cáli Cartagena Manizales Medellín Pereira |
|                          | Armênia Barranquilla Bogotá Cáli Cartagena Manizales Medellín Pereira | Armênia Barranquilla Bogotá Cáli Cartagena Manizales Medellín Pereira |
| Cartagena                | Pereira                                                               | Armênia                                                               |
| Estádio Jaime Morón León | Estádio Hernán Ramírez Villegas                                       | Estadio Centenário                                                    |
| Capacidade: 16 068       | Capacidade: 30 297                                                    | Capacidade: 20 716                                                    |
|                          |                                                                       |                                                                       |

## Arbitragem
A FIFA designou os seguintes árbitros e assistentes para a Copa do Mundo Sub-20 de 2011:
| Árbitros              | Assistentes                                      |
| AFC                   | AFC                                              |
| --------------------- | ------------------------------------------------ |
| QAT Abdulrahman Abdou | KUW Fares Al-Shammari QAT Mohammad Dharman       |
| KOR Kim Dong-Jin      | KOR Lee Jung-Min KOR Yang Byoung-Eun             |
| CAF                   |                                                  |
| CIV Noumandiez Doué   | TUN Mohsen Ben Salem BDI Jean-Claude Birumushahu |
| ALG Djamel Haimoudi   | EGY Ayman Degaish LBY Foaad El Maghrabi          |
| CONMEBOL              |                                                  |
| PAR Antonio Arias     | PAR Carlos Cáceres PAR Milciades Saldívar        |
| BRA Wilson Seneme     | BRA Emerson de Carvalho BRA Alessandro Rocha     |
| URU Darío Ubriaco     | URU William Casavieja URU Carlos Pastorino       |
| VEN Marlon Escalante• | VEN Jairo Romero VEN Jorge Urrego                |
| COL José Buitrago•    | COL Wilson Berrio COL Eduardo Díaz               |
| CHI Patricio Polic•   | CHI Julio Díaz CHI Juan Maturana                 |

| Árbitros                 | Assistentes                            |
| CONCACAF                 | CONCACAF                               |
| ------------------------ | -------------------------------------- |
| USA Mark Geiger          | CAN Joe Fletcher USA Mark Hurd         |
| GUA Walter López         | GUA Hermenerito Leal GUA Gerson López  |
| OFC                      |                                        |
| NZL Peter O'Leary        | FIJ Ravinesh Kumar SOL Jackson Namo    |
| UEFA                     |                                        |
| TUR Cüneyt Çakır         | TUR Bahattin Duran TUR Tarık Ongun     |
| ENG Mark Clattenburg     | ENG Simon Beck ENG Stephen Child       |
| SCO William Collum       | SCO Graham Chambers SCO Alasdair Ross  |
| AUT Robert Schörgenhofer | AUT Alain Hoxha AUT Mario Strudl       |
| SWE Markus Strömbergsson | SWE Fredrik Nilsson SWE Magnus Sjöblom |
| HUN István Vad           | HUN György Ring HUN Zsolt Szpisjak     |

• Trio reserva

## Sorteio
O sorteio que definiu a fase de grupos foi realizado em 27 de abril de 2011 no Centro de Convenções Julio Cesar Turbay Ayala, em Cartagena. A distribuição das equipes através dos potes se deu da seguinte maneira:
| Pote 1                                                       | Pote 2                                          | Pote 3                                                                       | Pote 4                                            |
| ------------------------------------------------------------ | ----------------------------------------------- | ---------------------------------------------------------------------------- | ------------------------------------------------- |
| Colômbia (Grupo A) Brasil Espanha Portugal Argentina Nigéria | México Costa Rica Guatemala Camarões Egito Mali | Coreia do Sul Coreia do Norte Austrália Arábia Saudita Panamá Nova Zelândia¹ | França Inglaterra Croácia Áustria Uruguai Equador |

¹Seleção não definida no momento do sorteio.

## Fase de grupos
|  | Equipes classificadas às oitavas de final               |
|  | Equipes classificadas como melhores terceiros colocados |
|  | Equipes eliminadas                                      |

Todas as partidas seguiram o fuso horário local (UTC-5).

### Grupo A

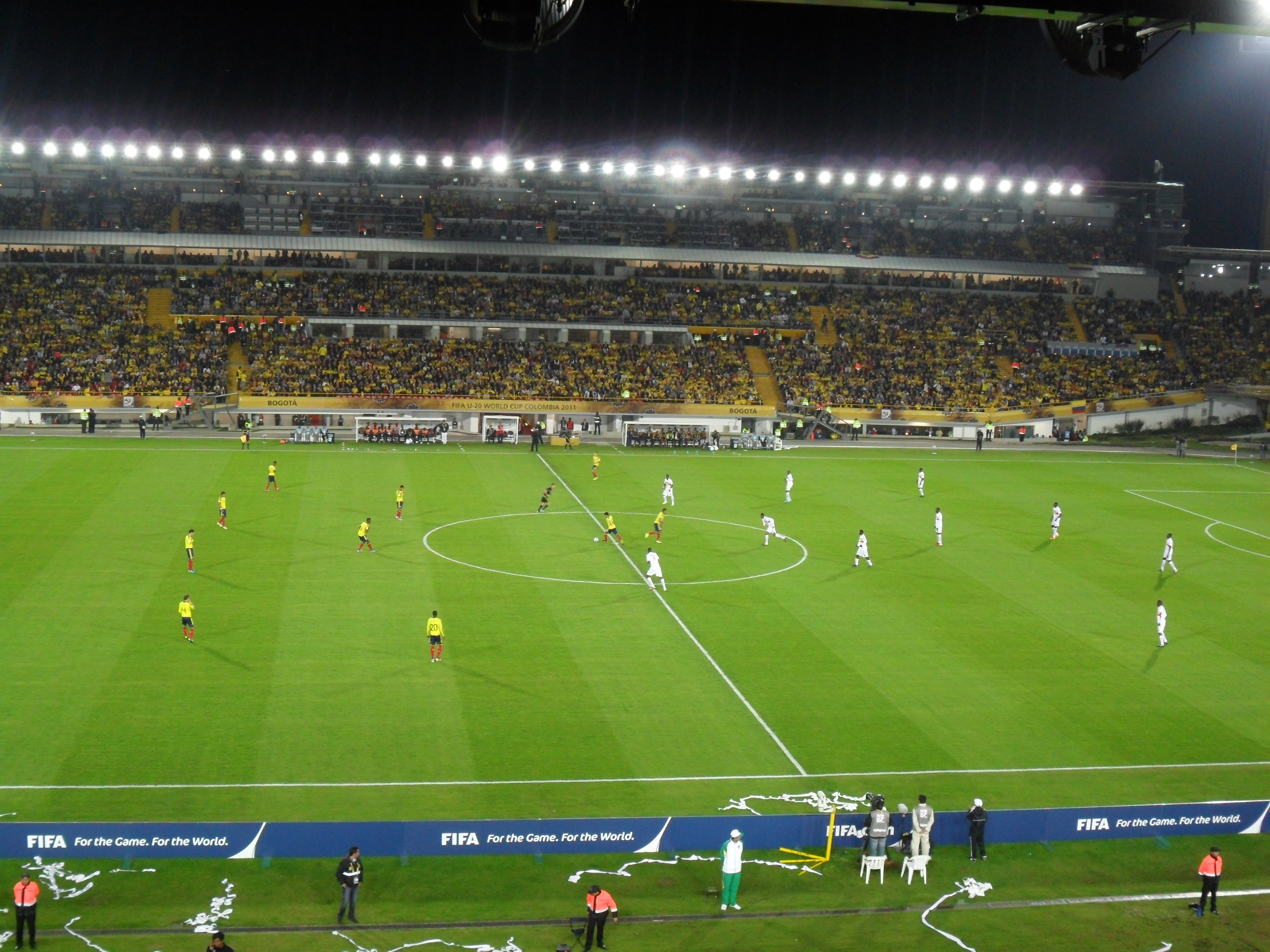
Partida entre Colômbia e Mali, em Bogotá.

| Pos. | Seleção       | P | J | V | E | D | GP | GC | SG |
| ---- | ------------- | - | - | - | - | - | -- | -- | -- |
| 1    | Colômbia      | 9 | 3 | 3 | 0 | 0 | 7  | 1  | +6 |
| 2    | França        | 6 | 3 | 2 | 0 | 1 | 6  | 5  | +1 |
| 3    | Coreia do Sul | 3 | 3 | 1 | 0 | 2 | 3  | 4  | –1 |
| 4    | Mali          | 0 | 3 | 0 | 0 | 3 | 0  | 6  | –6 |

| 30 de julho | Mali | 0 – 2     | Coreia do Sul                                | Estádio El Campín, Bogotá                     |
| 18:00       |      | Relatório | Kim Kyung-Jung 50' · Jang Hyun-Soo 80' (pen) | Público: 36 111 Árbitro: ENG Mark Clattenburg |

| 30 de julho | Colômbia                                          | 4 – 1     | França   | Estádio El Campín, Bogotá                  |
| 21:00       | Rodríguez 30' (pen) · Muriel 48', 66' · Arias 64' | Relatório | Sunu 21' | Público: 36 111 Árbitro: NZL Peter O'Leary |

| 2 de agosto | França                                  | 3 – 1     | Coreia do Sul    | Estádio El Campín, Bogotá                  |
| 17:00       | Sunu 27' · Fofana 81' · Lacazette 90+1' | Relatório | Kim Young-Uk 59' | Público: 36 103 Árbitro: BRA Wilson Seneme |

| 2 de agosto | Colômbia                       | 2 – 0     | Mali | Estádio El Campín, Bogotá               |
| 20:00       | Valencia 23' · Rodríguez 90+1' | Relatório |      | Público: 36 103 Árbitro: HUN István Vad |

| 5 de agosto | França                      | 2 – 0     | Mali | Estádio Olímpico Pascual Guerrero, Cáli    |
| 20:00       | Bakambu 70' · Lacazette 77' | Relatório |      | Público: 31 395 Árbitro: PAR Antonio Arias |

| 5 de agosto | Colômbia   | 1 – 0     | Coreia do Sul | Estádio El Campín, Bogotá                         |
| 20:00       | Muriel 37' | Relatório |               | Público: 36 082 Árbitro: SWE Markus Strömbergsson |

### Grupo B
| Pos. | Seleção       | P | J | V | E | D | GP | GC | SG |
| ---- | ------------- | - | - | - | - | - | -- | -- | -- |
| 1    | Portugal      | 7 | 3 | 2 | 1 | 0 | 2  | 0  | +2 |
| 2    | Camarões      | 4 | 3 | 1 | 1 | 1 | 2  | 2  | 0  |
| 3    | Nova Zelândia | 2 | 3 | 0 | 2 | 1 | 2  | 3  | –1 |
| 4    | Uruguai       | 2 | 3 | 0 | 2 | 1 | 1  | 2  | –1 |

| 30 de julho | Camarões   | 1 – 1     | Nova Zelândia     | Estádio Olímpico Pascual Guerrero, Cáli     |
| 17:00       | Mbondi 33' | Relatório | Tchaha 40' (g.c.) | Público: 35 262 Árbitro: SCO William Collum |

| 30 de julho | Portugal | 0 – 0     | Uruguai | Estádio Olímpico Pascual Guerrero, Cáli        |
| 20:00       |          | Relatório |         | Público: 35 262 Árbitro: QAT Abdulrahman Abdou |

| 2 de agosto | Uruguai  | 1 – 1     | Nova Zelândia | Estádio Olímpico Pascual Guerrero, Cáli   |
| 17:00       | Luna 74' | Relatório | Bevin 57'     | Público: 28 884 Árbitro: TUR Cüneyt Çakır |

| 2 de agosto | Portugal            | 1 – 0     | Camarões | Estádio Olímpico Pascual Guerrero, Cáli    |
| 20:00       | Nélson Oliveira 19' | Relatório |          | Público: 28 884 Árbitro: PAR Antonio Arias |

| 5 de agosto | Portugal      | 1 – 0     | Nova Zelândia | Estádio Olímpico Pascual Guerrero, Cáli   |
| 17:00       | Mário Rui 31' | Relatório |               | Público: 31 395 Árbitro: KOR Kim Dong-Jin |

| 5 de agosto | Uruguai | 0 – 1     | Camarões   | Estádio El Campín, Bogotá                |
| 17:00       |         | Relatório | Mbongo 28' | Público: 36 082 Árbitro: USA Mark Geiger |

### Grupo C
| Pos. | Seleção    | P | J | V | E | D | GP | GC | SG |
| ---- | ---------- | - | - | - | - | - | -- | -- | -- |
| 1    | Espanha    | 9 | 3 | 3 | 0 | 0 | 11 | 2  | +9 |
| 2    | Equador    | 4 | 3 | 1 | 1 | 1 | 4  | 3  | +1 |
| 3    | Costa Rica | 3 | 3 | 1 | 0 | 2 | 4  | 9  | –5 |
| 4    | Austrália  | 1 | 3 | 0 | 1 | 2 | 4  | 9  | –5 |

| 31 de julho | Costa Rica | 1 – 4     | Espanha                                        | Estádio Palogrande, Manizales              |
| 15:00       | Ruiz 65'   | Relatório | Rodrigo 14', 48' · Koke 81' · Isco 90+4' (pen) | Público: 17 075 Árbitro: URU Darío Ubriaco |

| 31 de julho | Austrália | 1 – 1     | Equador   | Estádio Palogrande, Manizales                |
| 18:00       | Oar 89'   | Relatório | Govea 24' | Público: 17 075 Árbitro: ALG Djamel Haimoudi |

| 3 de agosto | Equador | 0 – 2     | Espanha                   | Estádio Palogrande, Manizales              |
| 17:00       |         | Relatório | Canales 67' · Vázquez 85' | Público: 10 130 Árbitro: NZL Peter O'Leary |

| 3 de agosto | Austrália                  | 2 – 3     | Costa Rica                   | Estádio Palogrande, Manizales                     |
| 20:00       | Oar 26' · Calvo 64' (g.c.) | Relatório | Campbell 22', 27' · Ruiz 72' | Público: 10 130 Árbitro: AUT Robert Schörgenhofer |

| 6 de agosto | Equador                        | 3 – 0     | Costa Rica | Estádio Hernán Ramírez Villegas, Pereira  |
| 17:00       | Montaño 2' · de Jesús 13', 69' | Relatório |            | Público: 13 714 Árbitro: TUR Cüneyt Çakır |

| 6 de agosto | Austrália | 1 – 5     | Espanha                                               | Estádio Palogrande, Manizales              |
| 17:00       | Bulut 27' | Relatório | Roberto 1' · Vázquez 6', 13', 18' · Canales 31' (pen) | Público: 14 722 Árbitro: BRA Wilson Seneme |

### Grupo D
| Pos. | Seleção        | P | J | V | E | D | GP | GC | SG  |
| ---- | -------------- | - | - | - | - | - | -- | -- | --- |
| 1    | Nigéria        | 9 | 3 | 3 | 0 | 0 | 12 | 2  | +10 |
| 2    | Arábia Saudita | 6 | 3 | 2 | 0 | 1 | 8  | 2  | +6  |
| 3    | Guatemala      | 3 | 3 | 1 | 0 | 2 | 1  | 11 | –10 |
| 4    | Croácia        | 0 | 3 | 0 | 0 | 3 | 2  | 8  | –6  |

| 31 de julho | Nigéria                                             | 5 – 0     | Guatemala | Estadio Centenário, Armênia                       |
| 15:00       | Egbedi 8', 39' · Ajagun 47' · Kayode 53' · Musa 76' | Relatório |           | Público: 11 116 Árbitro: AUT Robert Schörgenhofer |

| 31 de julho | Croácia | 0 – 2     | Arábia Saudita                 | Estadio Centenário, Armênia                  |
| 18:00       |         | Relatório | Al-Fahmi 54' · Al-Muwallad 69' | Público: 11 116 Árbitro: CIV Noumandiez Doué |

| 3 de agosto | Arábia Saudita                                                                                | 6 – 0     | Guatemala | Estadio Centenário, Armênia                |
| 17:00       | Dagriri 17' · Al-Fhami 27' · Al-Fatil 58' · Al-Shahrani 66' · Al-Ibrahim 83' · Al-Dawsari 89' | Relatório |           | Público: 8 861 Árbitro: SCO William Collum |

| 3 de agosto | Croácia                    | 2 – 5     | Nigéria                                              | Estadio Centenário, Armênia               |
| 20:00       | Lendrić 42' · Kramarić 66' | Relatório | Kayode 25' · Suswan 30' · Musa 62' · Nwofor 69', 73' | Público: 8 861 Árbitro: URU Darío Ubriaco |

| 6 de agosto | Arábia Saudita | 0 – 2     | Nigéria                 | Estádio Hernán Ramírez Villegas, Pereira   |
| 20:00       |                | Relatório | Musa 45+2' · Kayode 85' | Público: 13 714 Árbitro: COL José Buitrago |

| 6 de agosto | Croácia | 0 – 1     | Guatemala    | Estadio Centenário, Armênia                   |
| 20:00       |         | Relatório | Ceballos 81' | Público: 4 209 Árbitro: QAT Abdulrahman Abdou |

### Grupo E
| Pos. | Seleção | P | J | V | E | D | GP | GC | SG |
| ---- | ------- | - | - | - | - | - | -- | -- | -- |
| 1    | Brasil  | 7 | 3 | 2 | 1 | 0 | 8  | 1  | +7 |
| 2    | Egito   | 7 | 3 | 2 | 1 | 0 | 6  | 1  | +5 |
| 3    | Panamá  | 1 | 3 | 0 | 1 | 2 | 0  | 5  | –5 |
| 4    | Áustria | 1 | 3 | 0 | 1 | 2 | 0  | 7  | –7 |

| 29 de julho | Áustria | 0 – 0     | Panamá | Estádio Olímpico Jaime Morón León, Cartagena |
| 17:30       |         | Relatório |        | Público: 13 198 Árbitro: PAR Antonio Arias   |

| 29 de julho | Brasil     | 1 – 1     | Egito     | Estádio Metropolitano Roberto Meléndez, Barranquilla |
| 21:00       | Danilo 12' | Relatório | Gaber 26' | Público: 45 170 Árbitro: TUR Cüneyt Çakır            |

| 1 de agosto | Egito      | 1 – 0     | Panamá | Estádio Metropolitano Roberto Meléndez, Barranquilla |
| 17:00       | Hegazi 67' | Relatório |        | Público: 11 101 Árbitro: KOR Kim Dong-Jin            |

| 1 de agosto | Brasil                                                        | 3 – 0     | Áustria | Estádio Metropolitano Roberto Meléndez, Barranquilla |
| 20:00       | Henrique 37' · Philippe Coutinho 52' (pen) · Willian José 63' | Relatório |         | Público: 11 101 Árbitro: USA Mark Geiger             |

| 4 de agosto | Brasil                                                 | 4 – 0     | Panamá | Estádio Metropolitano Roberto Meléndez, Barranquilla |
| 20:00       | Henrique 40' · Philippe Coutinho 45+1', 52' · Dudu 89' | Relatório |        | Público: 16 513 Árbitro: ENG Mark Clattenburg        |

| 4 de agosto | Egito                             | 4 – 0     | Áustria | Estádio Olímpico Jaime Morón León, Cartagena |
| 20:00       | Ghazi 31' · Ibrahim 60', 62', 82' | Relatório |         | Público: 16 042 Árbitro: GUA Walter López    |

### Grupo F
| Pos. | Seleção         | P | J | V | E | D | GP | GC | SG |
| ---- | --------------- | - | - | - | - | - | -- | -- | -- |
| 1    | Argentina       | 7 | 3 | 2 | 1 | 0 | 4  | 0  | +4 |
| 2    | México          | 4 | 3 | 1 | 1 | 1 | 3  | 1  | +2 |
| 3    | Inglaterra      | 3 | 3 | 0 | 3 | 0 | 0  | 0  | 0  |
| 4    | Coreia do Norte | 1 | 3 | 0 | 1 | 2 | 0  | 6  | –6 |

| 29 de julho | Inglaterra | 0 – 0     | Coreia do Norte | Estádio Atanasio Girardot, Medellín        |
| 14:30       |            | Relatório |                 | Público: 25 995 Árbitro: BRA Wilson Seneme |

| 29 de julho | Argentina  | 1 – 0     | México | Estádio Atanasio Girardot, Medellín     |
| 17:30       | Lamela 70' | Relatório |        | Público: 25 995 Árbitro: HUN István Vad |

| 1 de agosto | México                                                 | 3 – 0     | Coreia do Norte | Estádio Atanasio Girardot, Medellín               |
| 17:00       | Ri Yong-Chol 45+1' (g.c.) · Guarch 54' · De Buen 90+4' | Relatório |                 | Público: 40 704 Árbitro: SWE Markus Strömbergsson |

| 1 de agosto | Argentina | 0 – 0     | Inglaterra | Estádio Atanasio Girardot, Medellín       |
| 20:00       |           | Relatório |            | Público: 40 704 Árbitro: GUA Walter López |

| 4 de agosto | México | 0 – 0     | Inglaterra | Estádio Olímpico Jaime Morón León, Cartagena |
| 17:00       |        | Relatório |            | Público: 16 042 Árbitro: ALG Djamel Haimoudi |

| 4 de agosto | Argentina                                        | 3 – 0     | Coreia do Norte | Estádio Atanasio Girardot, Medellín          |
| 17:00       | Ferreyra 36' · Villafáñez 84' · Cirigliano 90+6' | Relatório |                 | Público: 14 647 Árbitro: CIV Noumandiez Doué |

### Melhores terceiros classificados
As melhores quatro seleções terceiro colocadas nos grupos também avançaram às oitavas de final.
| Pos. | Seleção       | P | J | V | E | D | GP | GC | SG  | Grupo |
| ---- | ------------- | - | - | - | - | - | -- | -- | --- | ----- |
| 1    | Inglaterra    | 3 | 3 | 0 | 3 | 0 | 0  | 0  | 0   | F     |
| 2    | Coreia do Sul | 3 | 3 | 1 | 0 | 2 | 3  | 4  | –1  | A     |
| 3    | Costa Rica    | 3 | 3 | 1 | 0 | 2 | 4  | 9  | –5  | C     |
| 4    | Guatemala     | 3 | 3 | 1 | 0 | 2 | 1  | 11 | –10 | D     |
| 5    | Nova Zelândia | 2 | 3 | 0 | 2 | 1 | 2  | 3  | –1  | B     |
| 6    | Panamá        | 1 | 3 | 0 | 1 | 2 | 0  | 5  | –5  | E     |

## Fase final

### Esquema
|  | Oitavas de final            | Oitavas de final         |                          |       | Quartas de final | Quartas de final |                       |                       | Semifinais | Semifinais |  |  | Final | Final |
|  |                             |                          |                          |       |                  |                  |                       |                       |            |            |  |  |       |       |
|  | 10 de agosto – Barranquilla |                          |                          |       |                  |                  |                       |                       |            |            |  |  |       |       |
|  |                             |                          |                          |       |                  |                  |                       |                       |            |            |  |  |       |       |
|  | Brasil                      | 3                        |                          |       |                  |                  |                       |                       |            |            |  |  |       |       |
|  | Brasil                      | 3                        | 14 de agosto – Pereira   |       |                  |                  |                       |                       |            |            |  |  |       |       |
|  | Arábia Saudita              | 0                        |                          |       |                  |                  |                       |                       |            |            |  |  |       |       |
|  | Arábia Saudita              | 0                        | Brasil (pen)             | 2 (4) |                  |                  |                       |                       |            |            |  |  |       |       |
|  | 10 de agosto – Manizales    |                          | Brasil (pen)             | 2 (4) |                  |                  |                       |                       |            |            |  |  |       |       |
|  |                             | Espanha                  | 2 (2)                    |       |                  |                  |                       |                       |            |            |  |  |       |       |
|  | Espanha (pen)               | Espanha                  | 2 (2)                    | 0 (7) |                  |                  |                       |                       |            |            |  |  |       |       |
|  | Espanha (pen)               |                          | 17 de agosto – Pereira   | 0 (7) |                  |                  |                       |                       |            |            |  |  |       |       |
|  | Coreia do Sul               | 0 (6)                    |                          |       |                  |                  |                       |                       |            |            |  |  |       |       |
|  | Coreia do Sul               | 0 (6)                    | Brasil                   | 2     |                  |                  |                       |                       |            |            |  |  |       |       |
|  | 9 de agosto – Pereira       |                          | Brasil                   | 2     |                  |                  |                       |                       |            |            |  |  |       |       |
|  |                             | México                   | 0                        |       |                  |                  |                       |                       |            |            |  |  |       |       |
|  | Camarões                    | México                   | 0                        | 1 (0) |                  |                  |                       |                       |            |            |  |  |       |       |
|  | Camarões                    | 13 de agosto – Bogotá    |                          | 1 (0) |                  |                  |                       |                       |            |            |  |  |       |       |
|  | México (pen)                | 1 (3)                    |                          |       |                  |                  |                       |                       |            |            |  |  |       |       |
|  | México (pen)                | 1 (3)                    | México                   | 3     |                  |                  |                       |                       |            |            |  |  |       |       |
|  | 9 de agosto – Bogotá        |                          | México                   | 3     |                  |                  |                       |                       |            |            |  |  |       |       |
|  |                             | Colômbia                 | 1                        |       |                  |                  |                       |                       |            |            |  |  |       |       |
|  | Colômbia                    | Colômbia                 | 1                        | 3     |                  |                  |                       |                       |            |            |  |  |       |       |
|  | Colômbia                    |                          | 20 de agosto – Bogotá    | 3     |                  |                  |                       |                       |            |            |  |  |       |       |
|  | Costa Rica                  | 2                        |                          |       |                  |                  |                       |                       |            |            |  |  |       |       |
|  | Costa Rica                  | 2                        | Brasil (pro)             | 3     |                  |                  |                       |                       |            |            |  |  |       |       |
|  | 10 de agosto – Cartagena    |                          | Brasil (pro)             | 3     |                  |                  |                       |                       |            |            |  |  |       |       |
|  |                             | Portugal                 | 2                        |       |                  |                  |                       |                       |            |            |  |  |       |       |
|  | França                      | Portugal                 | 2                        | 1     |                  |                  |                       |                       |            |            |  |  |       |       |
|  | França                      | 14 de agosto – Cáli      |                          | 1     |                  |                  |                       |                       |            |            |  |  |       |       |
|  | Equador                     | 0                        |                          |       |                  |                  |                       |                       |            |            |  |  |       |       |
|  | Equador                     | 0                        | França (pro)             | 3     |                  |                  |                       |                       |            |            |  |  |       |       |
|  | 10 de agosto – Armênia      |                          | França (pro)             | 3     |                  |                  |                       |                       |            |            |  |  |       |       |
|  |                             | Nigéria                  | 2                        |       |                  |                  |                       |                       |            |            |  |  |       |       |
|  | Nigéria                     | Nigéria                  | 2                        | 1     |                  |                  |                       |                       |            |            |  |  |       |       |
|  | Nigéria                     |                          | 17 de agosto – Medellín  | 1     |                  |                  |                       |                       |            |            |  |  |       |       |
|  | Inglaterra                  | 0                        |                          |       |                  |                  |                       |                       |            |            |  |  |       |       |
|  | Inglaterra                  | 0                        | França                   | 0     |                  |                  |                       |                       |            |            |  |  |       |       |
|  | 9 de agosto – Cáli          |                          | França                   | 0     |                  |                  |                       |                       |            |            |  |  |       |       |
|  |                             | Portugal                 | 2                        |       | Terceiro lugar   | Terceiro lugar   |                       |                       |            |            |  |  |       |       |
|  | Portugal                    | Portugal                 | 2                        | 1     | Terceiro lugar   | Terceiro lugar   |                       |                       |            |            |  |  |       |       |
|  | Portugal                    | 13 de agosto – Cartagena | 13 de agosto – Cartagena | 1     |                  |                  | 20 de agosto – Bogotá | 20 de agosto – Bogotá |            |            |  |  |       |       |
|  | Guatemala                   | 13 de agosto – Cartagena | 13 de agosto – Cartagena | 0     |                  |                  | 20 de agosto – Bogotá | 20 de agosto – Bogotá |            |            |  |  |       |       |
|  | Guatemala                   | Portugal (pen)           | 0 (5)                    | 0     | México           | 3                |                       |                       |            |            |  |  |       |       |
|  | 9 de agosto – Medellín      | Portugal (pen)           | 0 (5)                    |       | México           | 3                |                       |                       |            |            |  |  |       |       |
|  |                             | Argentina                | 0 (4)                    |       | França           | 1                |                       |                       |            |            |  |  |       |       |
|  | Argentina                   | Argentina                | 0 (4)                    | 2     | França           | 1                |                       |                       |            |            |  |  |       |       |
|  | Argentina                   |                          |                          | 2     |                  |                  |                       |                       |            |            |  |  |       |       |
|  | Egito                       | 1                        |                          |       |                  |                  |                       |                       |            |            |  |  |       |       |
|  | Egito                       | 1                        |                          |       |                  |                  |                       |                       |            |            |  |  |       |       |

### Oitavas de final
| 9 de agosto | Portugal                 | 1 – 0     | Guatemala | Estádio Olímpico Pascual Guerrero, Cáli      |
| 17:00       | Nélson Oliveira 7' (pen) | Relatório |           | Público: 34 264 Árbitro: ALG Djamel Haimoudi |

| 9 de agosto | Argentina                   | 2 – 1     | Egito           | Estádio Atanasio Girardot, Medellín               |
| 17:00       | Lamela 42' (pen), 64' (pen) | Relatório | Salah 70' (pen) | Público: 40 147 Árbitro: SWE Markus Strömbergsson |

| 9 de agosto | Camarões    | 1 – 1 (pro) | México       | Estádio Hernán Ramírez Villegas, Pereira   |
| 20:00       | Ohandza 79' | Relatório   | Orrantía 81' | Público: 21 744 Árbitro: BRA Wilson Seneme |

|                        |       | Penalidades         |  |
| Ohandza Nguessi Mbondi | 0 – 3 | Torres Dávila Piñón |  |

| 9 de agosto | Colômbia                                        | 3 – 2     | Costa Rica           | Estádio El Campín, Bogotá                     |
| 20:00       | Muriel 56' · Franco 79' · Rodríguez 90+3' (pen) | Relatório | Ruiz 63' · Escoe 65' | Público: 36 084 Árbitro: ENG Mark Clattenburg |

| 10 de agosto | Nigéria    | 1 – 0     | Inglaterra | Estadio Centenário, Armênia                |
| 17:00        | Egbedi 52' | Relatório |            | Público: 18 291 Árbitro: PAR Antonio Arias |

| 10 de agosto | Espanha | 0 – 0 (pro) | Coreia do Sul | Estádio Palogrande, Manizales            |
| 17:00        |         | Relatório   |               | Público: 23 618 Árbitro: USA Mark Geiger |

|                                                 |       | Penalidades                                                                                                |  |
| Tello Recio Koke Vázquez Isco Bartra Amat Romeu | 7 – 6 | Jung Seung-Yong Nam Seung-Woo Lee Ki-Je Kim Jin-Su Jang Hyun-Soo Min Sang-Gi Baek Sung-Dong Kim Kyung-Jung |  |

| 10 de agosto | Brasil                                      | 3 – 0     | Arábia Saudita | Estádio Metropolitano Roberto Meléndez, Barranquilla |
| 20:00        | Henrique 46' · Gabriel Silva 69' · Dudu 86' | Relatório |                | Público: 37 448 Árbitro: HUN István Vad              |

| 10 de agosto | França        | 1 – 0     | Equador | Estádio Olímpico Jaime Morón León, Cartagena |
| 20:00        | Griezmann 75' | Relatório |         | Público: 15 958 Árbitro: KOR Kim Dong-Jin    |

### Quartas de final
| 13 de agosto | Portugal | 0 – 0 (pro) | Argentina | Estádio Olímpico Jaime Morón León, Cartagena |
| 17:00        |          | Relatório   |           | Público: 15 946 Árbitro: NZL Peter O'Leary   |

|                                                                                       |       | Penalidades                                                 |  |
| Nuno Reis Danilo Roderick Rafael Lopes Nélson Oliveira Tiago Ferreira Sérgio Oliveira | 5 – 4 | Lamela Iturbe Nervo González Pirez Ruiz Vuletich Tagliafico |  |

| 13 de agosto | México                             | 3 – 1     | Colômbia   | Estádio El Campín, Bogotá                 |
| 20:00        | Torres 38' (pen) · Rivera 69', 88' | Relatório | Zapata 60' | Público: 35 969 Árbitro: TUR Cüneyt Çakır |

| 14 de agosto | França                            | 3 – 2 (pro) | Nigéria           | Estádio Olímpico Pascual Guerrero, Cáli    |
| 15:00        | Lacazette 50', 104' · Fofana 102' | Relatório   | Ejike 90+3', 111' | Público: 33 007 Árbitro: URU Darío Ubriaco |

| 14 de agosto | Brasil                       | 2 – 2 (pro) | Espanha                    | Estádio Hernán Ramírez Villegas, Pereira  |
| 18:00        | Willian José 35' · Dudu 100' | Relatório   | Rodrigo 57' · Vázquez 102' | Público: 29 318 Árbitro: GUA Walter López |

|                               |       | Penalidades                 |  |
| Casemiro Danilo Henrique Dudu | 4 – 2 | Amat Roberto Bartra Vázquez |  |

### Semifinais
| 17 de agosto | França | 0 – 2     | Portugal                              | Estádio Atanasio Girardot, Medellín       |
| 17:00        |        | Relatório | Danilo 9' · Nélson Oliveira 40' (pen) | Público: 40 598 Árbitro: TUR Cüneyt Çakır |

| 17 de agosto | Brasil            | 2 – 0     | México | Estádio Hernán Ramírez Villegas, Pereira      |
| 20:00        | Henrique 80', 84' | Relatório |        | Público: 29 812 Árbitro: ENG Mark Clattenburg |

### Disputa pelo terceiro lugar
| 20 de agosto | México                                 | 3 – 1     | França       | Estádio El Campín, Bogotá                  |
| 17:00        | Dávila 12' · Enríquez 49' · Rivera 71' | Relatório | Lacazette 8' | Público: 36 085 Árbitro: PAR Antonio Arias |

### Final
| 20 de agosto | Brasil              | 3 – 2 (pro) | Portugal                      | Estádio El Campín, Bogotá                |
| 20:00        | Oscar 5', 78', 111' | Relatório   | Alex 9' · Nélson Oliveira 59' | Público: 36 058 Árbitro: USA Mark Geiger |

## Premiação
| Copa do Mundo FIFA Sub-20 de 2011 |
| Brasil                            |
| --------------------------------- |
| BRASIL Campeão (5º título)        |

| Chuteira de Ouro      | Chuteira de Prata   | Chuteira de Bronze      |
| --------------------- | ------------------- | ----------------------- |
| BRA Henrique          | ESP Álvaro Vázquez  | FRA Alexandre Lacazette |
| Bola de Ouro          | Bola de Prata       | Bola de Bronze          |
| BRA Henrique          | POR Nélson Oliveira | MEX Jorge Enríquez      |
| Luva de Ouro          |                     |                         |
| POR Mika              |                     |                         |
| Troféu FIFA Fair Play |                     |                         |
| Nigéria               |                     |                         |

## Artilharia
5 gols (3)
- BRA Henrique
- ESP Álvaro Vázquez
- FRA Alexandre Lacazette

4 gols (2)
- COL Luis Muriel
- POR Nélson Oliveira

3 gols (11)
- ARG Erik Lamela
- BRA Dudu
- BRA Oscar
- BRA Philippe Coutinho
- COL James Rodríguez
- EGY Mohamed Ibrahim
- ESP Rodrigo
- MEX Edson Rivera
- NGA Ahmed Musa
- NGA Edafe Egbedi
- NGA Olarenwaju Kayode

2 gols (11)
- AUS Thomas Oar
- BRA Willian José
- CRC Joel Campbell
- CRC John Ruiz
- ECU Marlon de Jesús
- ESP Sergio Canales
- FRA Gilles Sunu
- FRA Gueïda Fofana
- KSA Yasir Al-Fahmi
- NGA Maduabuchi Ejike
- NGA Uche Nwofor

1 gol (50)
- ARG Ezequiel Cirigliano
- ARG Facundo Ferreyra
- ARG Lucas Villafáñez
- AUS Kerem Bulut
- BRA Danilo
- BRA Gabriel Silva
- CMR Christ Mbondi
- CMR Emmanuel Mbongo
- CMR Franck Ohandza
- COL Duván Zapata
- COL José Valencia
- COL Pedro Franco
- COL Santiago Arias
- CRC Mynor Escoe
- CRO Andrej Kramarić
- CRO Ivan Lendrić
- ECU Edson Montaño
- ECU Juan Govea
- EGY Ahmed Hegazi
- EGY Mohamed Ghazi
- EGY Mohamed Salah
- EGY Omar Gaber
- ESP Isco
- ESP Koke
- ESP Sergi Roberto
- FRA Antoine Griezmann
- FRA Cédric Bakambu
- GUA Marvin Ceballos
- KOR Jang Hyun-Soo
- KOR Kim Kyung-Jung
- KOR Kim Young-Uk
- KSA Fhad Al-Muwallad
- KSA Ibrahim Al-Ibrahim
- KSA Mohammed Al-Fatil
- KSA Salem Al-Dawsari
- KSA Yahya Dagriri
- KSA Yasir Al-Shahrani
- MEX Carlos Orrantía
- MEX Diego De Buen
- MEX Erick Torres
- MEX Jorge Enríquez
- MEX Taufic Guarch
- MEX Ulises Dávila
- NGA Abdul Ajagun
- NGA Terna Suswam
- NZL Andrew Bevin
- POR Alex
- POR Danilo
- POR Mário Rui
- URU Adrián Luna

Gols contra (3)
- CMR Serge Tchaha (a favor da Nova Zelândia)
- CRC Francisco Calvo (a favor da Austrália)
- PRK Ri Yong-Chol (a favor do México)